# Колонија Острва краљице Шарлоте
Колонија Острва краљице Шарлоте (1853–1858) (енгл. Colony of the Queen Charlotte Islands (1853–1858)), је била британска колонија која је чинила истоимени архипелаг од 1853. до 1858. године, када је припојена у колонију Британска Колумбија. Године 2010. архипелаг је преименован у Хајда Гвај.
Колонија Острва краљице Шарлоте је створена од стране Канцеларије за колоније као одговор на повећање америчке поморске трговачке активности као резултат златне грознице на острву Моресби 1851. Никада није успостављена посебна администрација или капитал за колонију, јер је њен једини официр или именовани званичник био Џејмс Даглас, који је истовремено био гувернер острва Ванкувер. Септембра 1852. Џејмс Дагласу одобрена провизију као вршилац дужности поручник-гувернера Острва краљице Шарлоте.
Иако је наизглед архипелаг био британска колонија, историјски докази, као што је сезонска мисија истраживања за надгледање острва још 1859. године[4], не подржавају успостављање сталног европског насеља након неуспешног окончања златне грознице на острву краљице Шарлоте 1853. године.
Пре и током свог оснивања као номинативна британска колонија, архипелаг је био насељен групама које су припадале народу Хајда, који је чинио једину популацију наводне „колоније“.